# Monteverdi Hai 450
De Monteverdi Hai 450 is een prototype van de Zwitserse autofabrikant Monteverdi. Deze sportwagen met middenmotor was bedoeld als aanvulling op de High Speed modellijn en moest een directe concurrent worden voor de supersportwagens van Lamborghini, Ferrari en Maserati. De wagen debuteerde in 1970 op het Autosalon van Genève.

## Ontwerp
In tegenstelling tot de High Speed 375 coupés is de Hai 450 ontworpen als een coupé met een middenmotor.

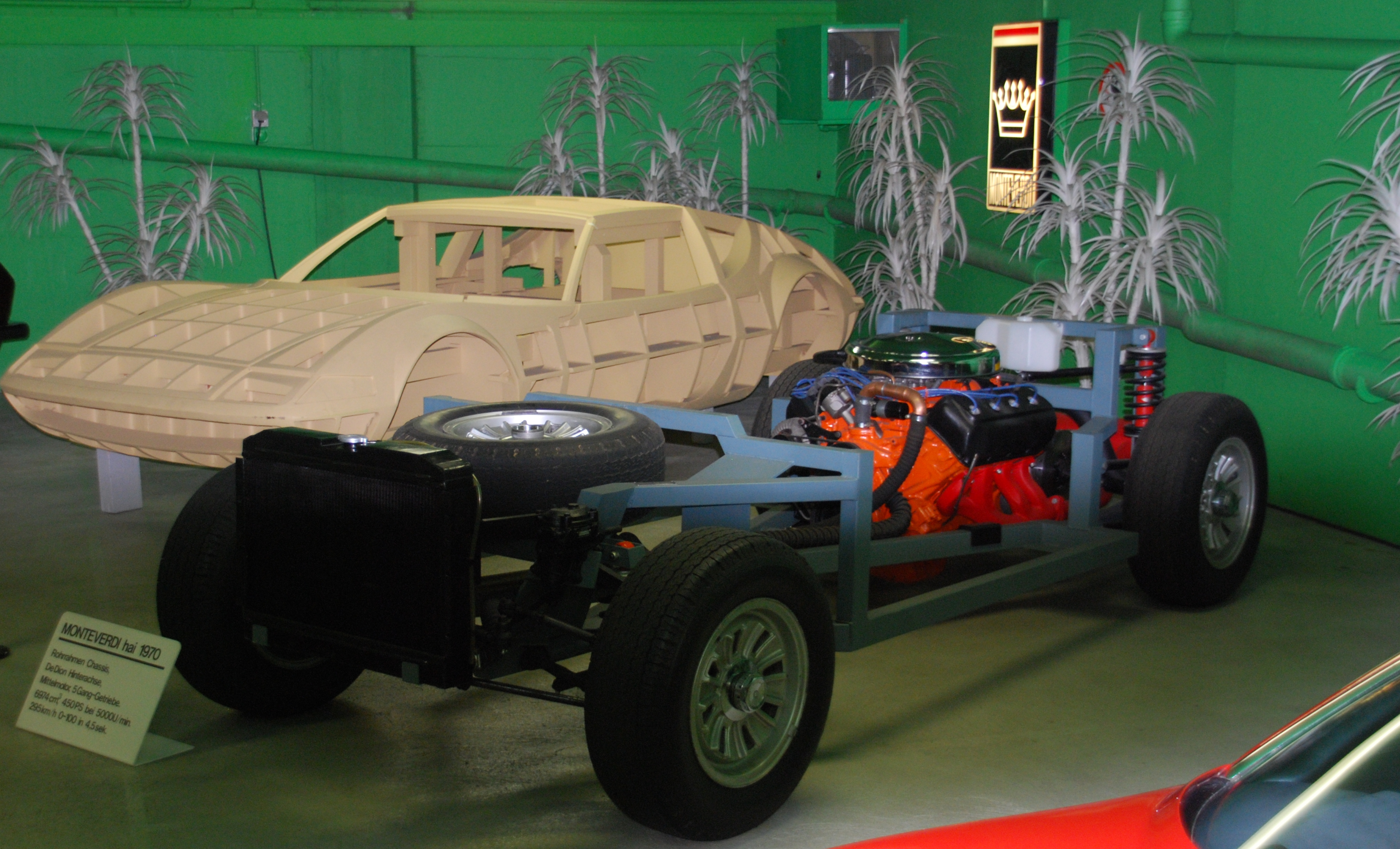
Het chassis van de Monteverdi Hai 450 en het houten model voor de carrosserie (achtergrond)

De wagen had een chassis bestaande uit een frame van vierkante, aan elkaar gelaste stalen buizen met daarop een lage hatchback-carrosserie met uitklapbare koplampen die gebouwd was door Carrozzeria Fissore. Wie de carrosserie ontworpen heeft is niet helemaal duidelijk. Sommige beweren dat Pietro Frua verantwoordelijk was voor het design, anderen schrijven het design toe aan Trevor Fiore van Carrozzeria Fissore of aan Peter Monteverdi zelf.
De wagen werd aangedreven door een Chrysler Hemi 426 V8-motor van 6974 cc die centraal geplaatst was vlak achter de twee voorzetels. Deze motor leverde een vermogen van 450 SAE gross pk. Dit vermogen werd afgeleverd op de achteras via een handgeschakelde vijfversnellingsbak van ZF. De wagen was voorzien van geventileerde schijfremmen voor en achter. Daarnaast was de wagen ook uitgerust met hoofdsteunen, achterruitverwarming, elektrische ramen en airconditioning.
De Hai 450 ontleende zijn naam aan het motorvermogen in combinatie met het Duitse woord voor haai: "Hai".

## Versies

### Hai 450 SS

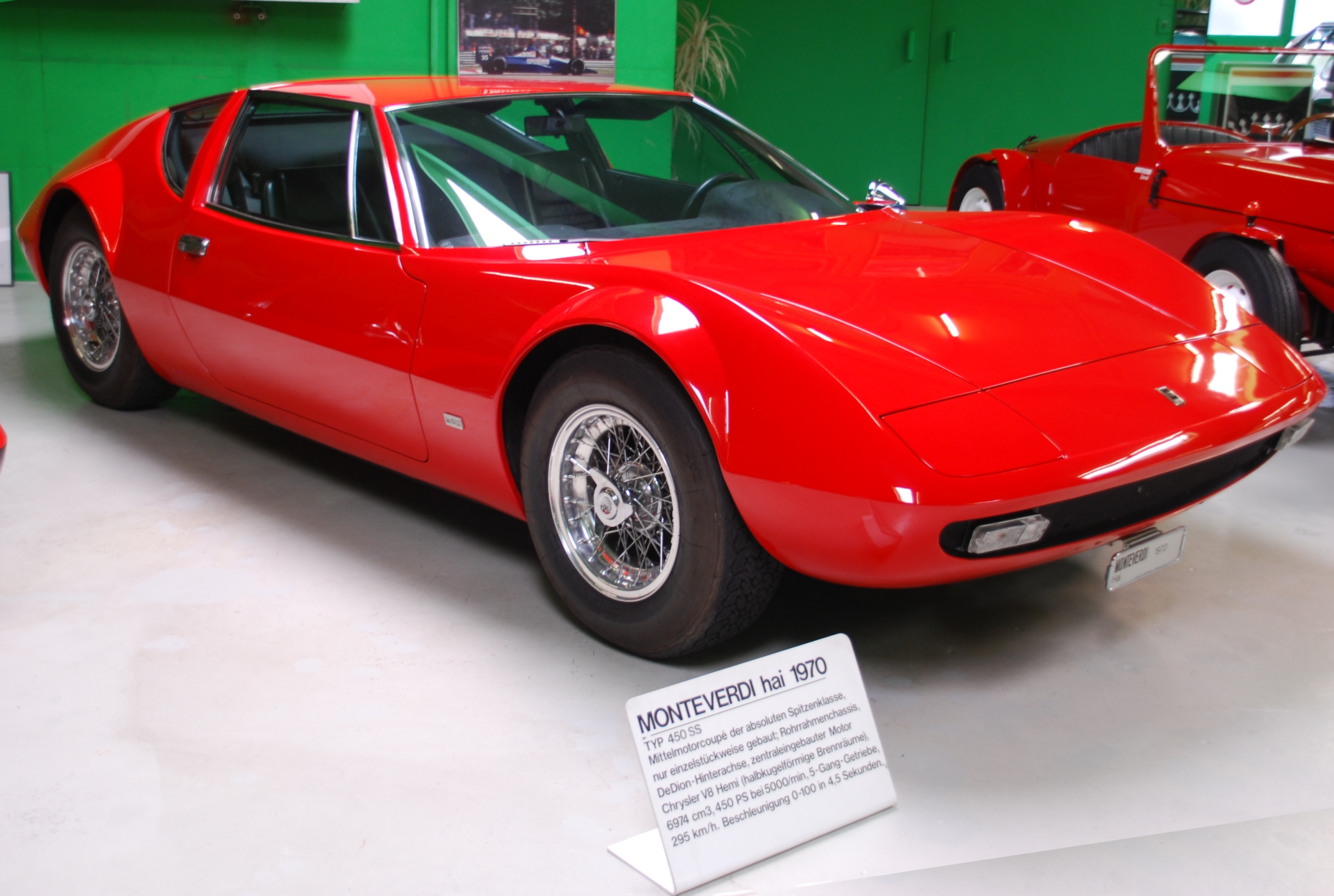
Monteverdi Hai 450 SS (fabrieksreplica met verlengde wielbasis)

In 1970 werd de Hai 450 SS aan het grote publiek voorgesteld op het Autosalon van Genève. De carrosserie van dit eerste prototype was in het paars gelakt. Volgens de fabrieksspecificaties kon de Hai 450 SS in 4,9 seconden van 0 naar 100 km/u spurten en een topsnelheid van 290 km/u bereiken bij een gemiddeld verbruik van 16 tot 20 liter / 100 km.
De Belgische Formule 1-coureur en automobieljournalist Paul Frère behaalde tijdens een testrit beduidend lagere waarden met een topsnelheid van 270 km/u en een spurt naar 100 km/u in 6,9 seconden.
De aankoopprijs van de Hai 450 SS bedroeg 82.400 CHF in 1971, 25% meer dan een toenmalige Ferrari Daytona.

### Hai 450 GTS

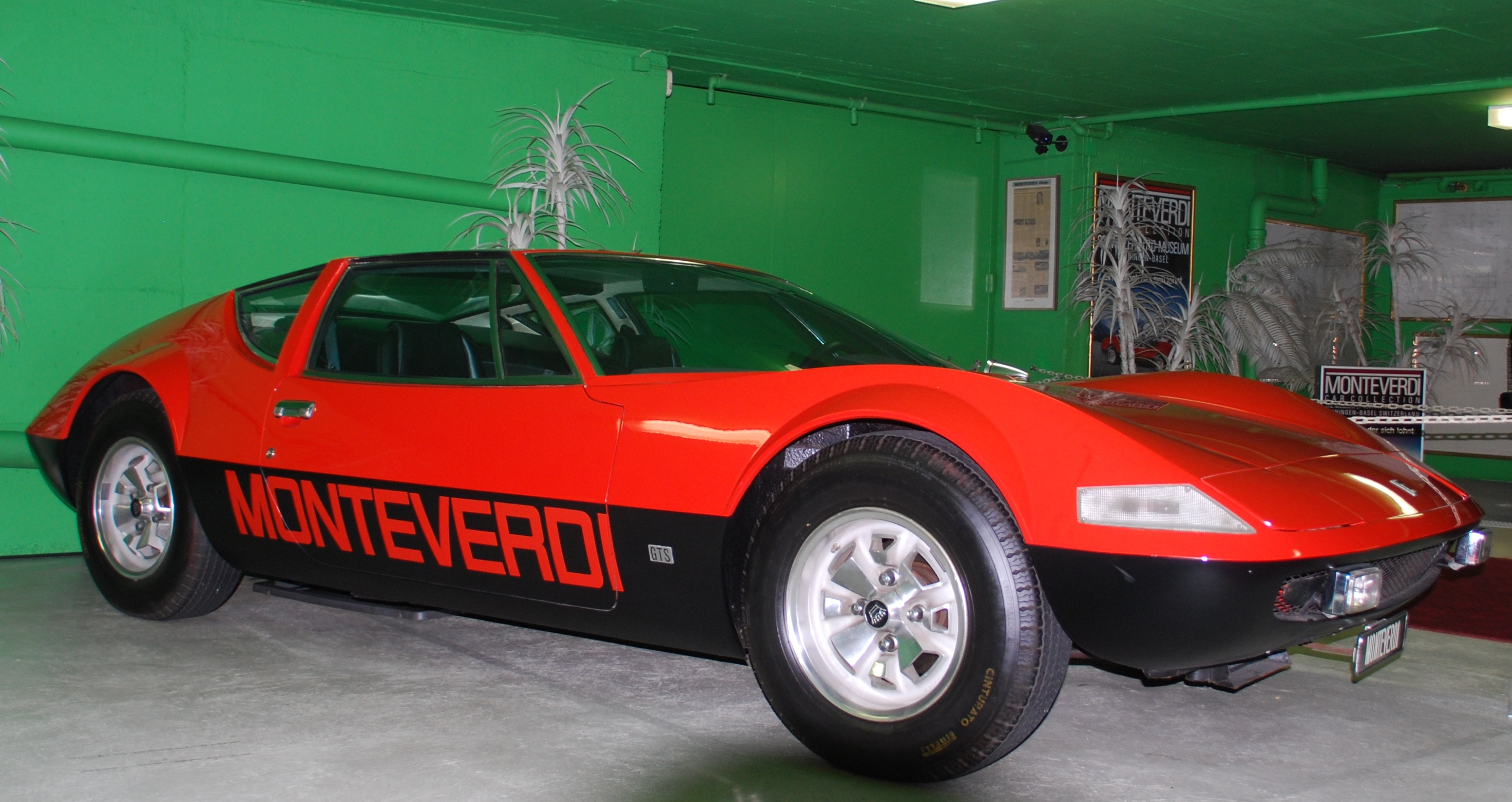
Monteverdi Hai 450 GTS (prototype uit 1973)

In 1973 werd een tweede prototype gebouwd: de Hai 450 GTS. De carrosserie van dit exemplaar was in twee kleuren gelakt (zwart/rood). Naast enkele kleinere wijzigingen ten opzichte van het eerste prototype uit 1970, zoals de deurgrepen en de richtingaanwijzers, was de wielbasis bij de Hai 450 GTS met 50 mm verlengd, wat de beschikbare ruimte voor de inzittenden ten goede kwam. De Hai 450 GTS kreeg dezelfde fabrieksspecificaties mee als de Hai 450 SS.
Tijdens een testrit door het Duitse automagazine Auto Zeitung liet de Hai 450 GTS een topsnelheid van 280 km/u optekenen en nam de spurt van 0 naar 100 km/u 5,5 seconden in beslag.

## Productie en verkoop
De technische lay-out en de vormgeving van de Hai 450 resulteerden in een aantal tekortkomingen. Omdat de V8-motor van Chrysler een klassiek carter gebruikte in plaats van een dry-sumpsysteem was een hoge inbouwpositie vereist waardoor de wagen een hoog zwaartepunt had, wat een sportieve rijstijl niet ten goede komt. Doordat de motor vlak achter de voorzetels geplaatst was had de bestuurder bovendien relatief weinig vrije bewegingsruimte voor de rechterarm. De verlengde wielbasis van de Hai 450 GTS loste dit probleem op. Gerhard Mutterer, voormalig salesmanager bij Monteverdi, zei daarover later in een interview: "De tweede Hai met een verlengde wielbasis was beter, je zou erin kunnen zitten". Een ander probleem bestond erin dat de motor niet van buitenaf toegankelijk was.
Aanvankelijk plande Monteverdi een beperkte serie van 50 exemplaren met twee motorversies te bouwen. Het bedrijf had echter niet de middelen om de structurele problemen op te lossen en het ontwerp op punt te stellen. Uiteindelijk werd de Hai alleen gebruikt als blikvanger op autosalons.

### Geschiedenis van de twee prototypes
Het was lange tijd onduidelijk hoeveel exemplaren er van de Hai 450 SS gebouwd werden. Om de indruk te wekken dat de wagen in serie geproduceerd werd, liet Monteverdi de Hai 450 SS voor diverse tentoonstellingen en autosalons telkens in een andere kleur lakken.

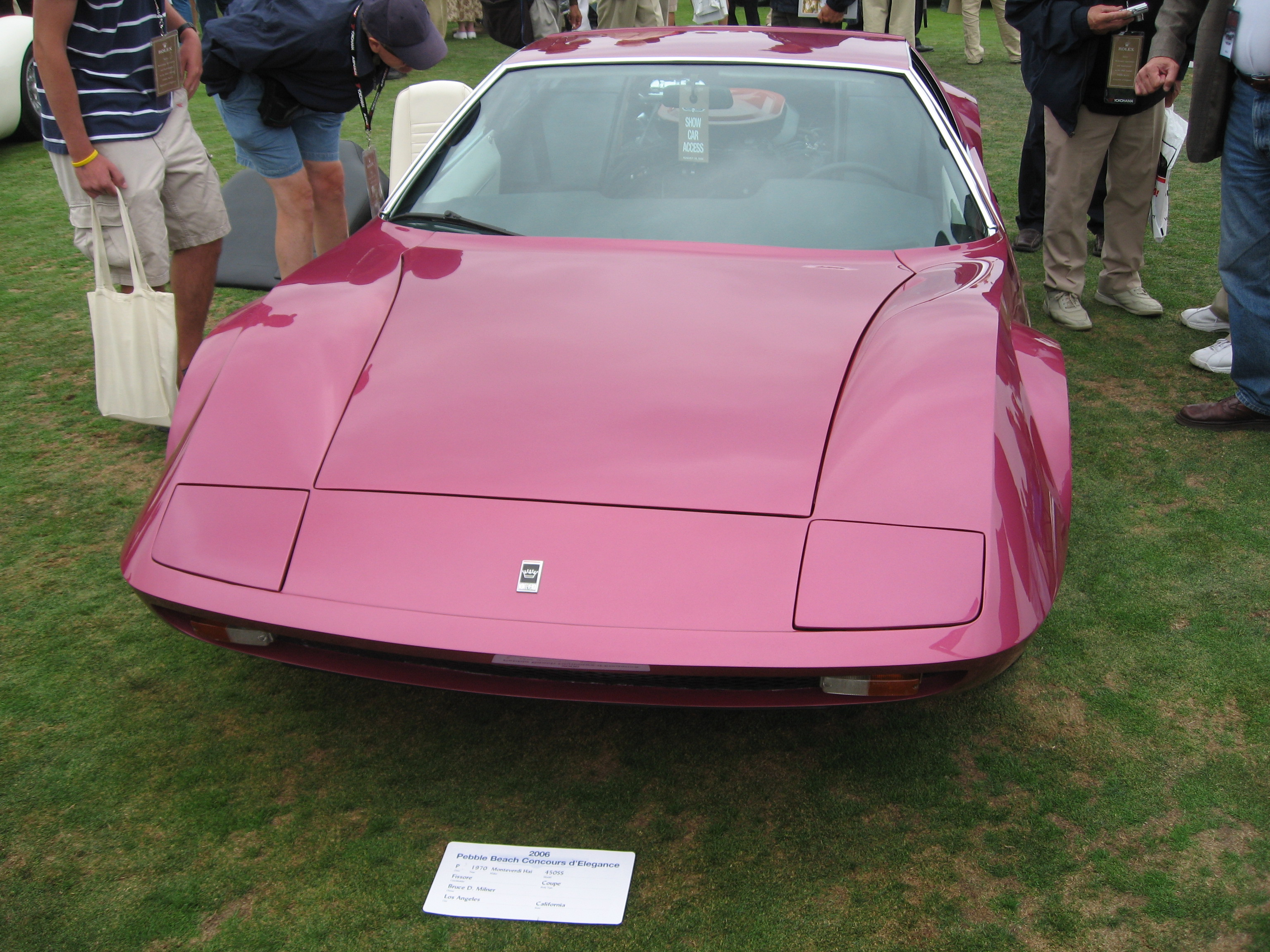
De gerestaureerde Hai 450 SS op het Pebble Beach Concours d'Elegance in 2006

Er bleek uiteindelijk slechts één exemplaar van de Hai 450 SS te bestaan (met chassisnummer TNT 101), dat in 1971 verkocht werd aan Karl-Heinz Schuberth, een discotheekeigenaar in Wiesbaden. Na een crash in 1972 kocht Monteverdi de wagen terug, repareerde de schade en verkocht de wagen opnieuw, dit keer aan een bordeeluitbater in Neurenberg. Ook die crashte met de wagen waarna het wrak bij sportwagenverkoper Joe Blei terechtkwam. Na diverse reparaties kwam de wagen in 1982 in het bezit van Norbert McNamara, een Amerikaanse verzamelaar. Die liet een beperkte restauratie uitvoeren door Fissore, waarbij de carrosserie alweer een nieuwe kleur kreeg. In 2006 werd Bruce Milner de nieuwe eigenaar. Hij liet de wagen restaureren in zijn oorspronkelijke paarse uitvoering met de laag geplaatste deurgrepen, zoals de wagen voor het eerst te zien was op het Autosalon van Genève in 1970. In januari 2010 ging de Hai 450 SS onder de hamer bij veilinghuis Bonhams voor een bedrag van 398.000 Euro. In 2012 wisselde de wagen opnieuw van eigenaar op de Pebble Beach Auction voor 577.500 dollar.
De Hai 450 GTS stond in een Monteverdi reclamebrochure uit 1975 nog vermeld als "alleen verkrijgbaar op speciale bestelling", maar finaal werd er ook slecht één exemplaar van gebouwd (met chassisnummer TNT 102). Dat werd nooit verkocht en bevindt zich in de Monteverdi Car Collection in het Verkeersmuseum in Luzern.

### Fabrieksreplica's
Rond 1990 liet Peter Monteverdi nog twee extra exemplaren van de Hai 450 bouwen, nadat een klant uit het Midden-Oosten interesse had getoond. De eerste replica (met chassisnummer TNT 103) is een kopie van de Hai 450 GTS, terwijl de tweede replica (met chassisnummer TNT 100) een kopie van de Hai 450 SS is maar ook de lange wielbasis heeft. Uiteindelijk kon Monteverdi geen van beide wagens verkopen. 
De replica met chassisnummer TNT 103 werd na de sluiting van het Monteverdi museum in 2016 verkocht aan een particulier. De wagen verscheen in 2025 op het Concorso d'Eleganza Villa d'Este.